# Yo-kai Watch: Wibble Wobble
Yo-kai Watch: Wibble Wobble è un videogioco rompicapo per mobile, spin-off della serie di Yo-kai Watch. Come annunciato il 2 aprile 2018, tutte versioni del gioco sono state chiuse definitivamente il 31 maggio 2018, lasciando il videogioco disponibile solo in Giappone.

## Modalità di gioco
Il gameplay consiste nell'abbinare 2 o più Wib Wob di Yo-kai uguali per creare Wib Wob più grandi, che, quando cliccati, infliggono danni al nemico e più grande è il Wib Wob più il danno sarà alto. Ogni Yo-kai ha un suo Energimax che aumenta ogni volta che viene fatto scoppiare un Wib Wob di quello Yo-kai. Quando la barra dell'Energimax è piena, lo Yo-kai può eseguire una "mossa Energimax", che aiuterà in qualche modo il giocatore in battaglia.

## Sviluppo
L'uscita giapponese del gioco è stata annunciata per la prima volta il 7 aprile 2015 durante una presentazione del prodotto tenutasi presso il Tokyo Dome City Hall. È stata poi posticipata dall'estate 2015 all'ottobre 2015. L'uscita in inglese del gioco è stata annunciata per la prima volta l'11 marzo 2016 dall'editore del gioco tramite un trailer sul canale YouTube ufficiale di Yo-kai Watch.